# 17歳の肖像
『17歳の肖像』（An Education）は、2009年のイギリス映画。リン・バーバーの自叙伝を映画化した作品。
サンダンス映画祭やトロント国際映画祭などで上映。第82回アカデミー賞では作品賞、主演女優賞、脚色賞にノミネートされた。

## ストーリー
1961年のロンドン郊外。中流家庭の一人娘である16歳のジェニーは成績優秀、オックスフォード大学を目指す優等生だ。しかし彼女の憧れの地はパリで、勉強の合間にこっそりシャンソンのレコードを聴いては、厳しい父親に叱られる毎日だった。ある土砂降りの雨の日、傘を忘れてしまったジェニーはチェロケースを引っ張りながら下校していた。すると小粋な車から男性が声をかけてきた。「君のチェロが心配だな。君ごと家まで送ろうか？」これがデイヴィッドとの出会いだった。彼はジェニーとは倍以上に年が離れているが、教養豊かで会話も面白く、ジェニーを家まで送った際に、音楽会に誘ってくれた。デイヴィッドやその友人達が導いてくれる大人の世界にジェニーは目を輝かせるが、それは彼女にとってほろ苦い人生教育の始まりでもあった…。

## キャスト
| 役名                                 | 俳優                             | 日本語吹替 |
| ------------------------------------ | -------------------------------- | ---------- |
| ジェニー・メラー                     | キャリー・マリガン               | 勝島乙江   |
| デイヴィッド・ゴールドマン           | ピーター・サースガード           | 村治学     |
| ダニー                               | ドミニク・クーパー               | 佐藤せつじ |
| ヘレン                               | ロザムンド・パイク               | 松谷彼哉   |
| ウォルターズ校長                     | エマ・トンプソン                 | 幸田直子   |
| ジャック・メラー（ジェニーの父）     | アルフレッド・モリーナ           | 石住昭彦   |
| マージョリー・メラー（ジェニーの母） | カーラ・シーモア                 | 麻生侑里   |
| スタッブズ先生                       | オリヴィア・ウィリアムズ         | 浅野まゆみ |
| セイラ                               | サリー・ホーキンス               |            |
| グラハム                             | マシュー・ビアード               |            |
| ヘイディ                             | アマンダ・フェアバンク＝ハインズ |            |
| ティナ                               | エリー・ケンドリック             |            |

## 製作の背景
当初、ダニー役にはオーランド・ブルームが配役されていたが、降板したため、ドミニク・クーパーが起用された。

## 主な受賞
- サンダンス映画祭：観客賞、撮影賞
- 第12回英国インディペンデント映画賞：英国主演女優賞
- 2009年ナショナル・ボード・オブ・レビュー：主演女優賞
- ハリウッド映画祭：ブレイクスルー女優賞
- 第63回英国アカデミー賞：主演女優賞
- ロンドン映画批評家協会賞：英国主演女優賞